# Rexer (Omnibusunternehmen)
Die Rexer-Gruppe war ein privates Omnibusunternehmen mit Sitz in Calw bestehend aus den ehemals im Linienverkehr tätigen Gesellschaften Albert Rexer GmbH & Co. KG, VBN Verkehrsbetriebe Nagoldtal GmbH und BVN Busverkehr Nordschwarzwald GmbH, dem ehemaligen Reiseveranstalter Rexer Reisen GmbH sowie der Rexer Service GmbH als technischem Dienstleister. Im Februar 2018 zählte die Rexer-Gruppe 332 Mitarbeiter, 170 Busse und 58 Buslinien.
Im Rahmen eines Insolvenzverfahrens musste die Rexer-Gruppe ihren Geschäftsbetrieb zum 31. Dezember 2020 einstellen.

## Geschichte
Das Unternehmen wurde 1931 von Albert Rexer gegründet, der mit einem Fahrzeug einen Linienverkehr zwischen Agenbach und Calw einrichtete. Im Jahr 1963 erfolgte die Übergabe der Firma an die zweitälteste Tochter Elsbeth Rexer-Ayasse. Als eines der ersten Busunternehmen veranstaltete Rexer in den 1960er Jahren Reisen nach Griechenland. Ende der 1970er Jahre brachte es seinen ersten Reisekatalog heraus.
Ab 1996 führte Arno Ayasse, der Enkel des Firmengründers, die Geschäfte. Zum damaligen Zeitpunkt verfügte Rexer über elf Omnibusse.
Im Jahr 2010 wurde die Firma Schöttle-Reisen aus Neuweiler aufgekauft; 2012 folgte die Übernahme der insolventen Firmen Nagoldtal-Reisen aus Nagold und der Omnibussparte von Rübenacker aus Altensteig, die als Verkehrsbetriebe Nagoldtal (VBN) und Busverkehr Nordschwarzwald (BVN) weitergeführt wurden. Der Fuhrpark der Rexer-Gruppe wuchs damit auf über 100 Omnibusse.
Bei der Ausschreibung der Verkehrsleistungen im Linienbündel 6 „Zabergäu“ des Landkreises Heilbronn erhielt Rexer den Zuschlag und betrieb ab 1. Juli 2018 zusammen mit Subunternehmern die dortigen Buslinien. Ebenso erhielt Rexer den Zuschlag für 37 Prozent der Fahrleistungen auf den Linien des Städtischen Verkehrsbetriebs Esslingen (SVE) ab 1. Juli 2018.
Zum Jahresende 2019 plante das Unternehmen den Reiseverkehr aufzugeben und sich auf den Linienverkehr zu konzentrieren.
Am 9. Juli 2019 hatte die Rexer-Gruppe die Eröffnung eines Insolvenzverfahrens beantragt. Die mit der Insolvenzverwaltung betraute Kanzlei Pluta wollte das Unternehmen nach eigenen Angaben ohne Auswirkungen auf die Fahrgäste im öffentlichen Personennahverkehr sanieren. Auf Nachfrage des Schwarzwälder Boten teilte die Kanzlei im November 2020 mit, dass die Rexer-Gruppe zum Jahresende ihren Betrieb einstellen wird. Die bisher von der Rexer-Gruppe im Landkreis Calw betriebenen Linien wurden nach einer Ausschreibung zum größten Teil an eine Bietergemeinschaft bestehend aus der DB-Tochter RAB (Ulm), Klumpp (Baiersbronn) und Süsser (Deckenpfronn) vergeben. Die Linien 723/724 übernahm die Fa. Volz (Calw-Hirsau).

## Standorte

### Calw
Am Hauptsitz des Unternehmens in Calwer Gewerbegebiet Stammheimer Feld befand sich die Verwaltung sowie der Betriebshof für den Reiseverkehr und die Rexer-Buslinien in der Region. Der Fuhrpark bestand aus Reisebussen von VDL sowie Linienbussen von VDL und Mercedes-Benz. Das Areal wurde 2022 von der Bundesanstalt für Immobilienaufgaben erworben und soll der neue Standort des Technischen Hilfswerks im Landkreis Calw werden.

### Nagold
Auf dem Nagolder Eisberg wurde 2014 ein neuer Betriebshof für die Verkehrsbetriebe Nagoldtal eingeweiht. Im Fuhrpark befanden sich überwiegend Linienbusse der Typen VDL Citea und Mercedes-Benz Citaro sowie Kombibusse des Typs Mercedes-Benz Intouro. Heute wird dieser Standort von der RAB genutzt.

### Neuweiler
Beim Standort des Busverkehrs Nordschwarzwald in Neuweiler handelt es sich um den ehemaligen Betriebshof von Schöttle-Reisen. Hier waren ebenfalls Linienbusse der Marken VDL und Mercedes-Benz stationiert.

### Güglingen
Zum Betrieb des Linienbündels Zabergäu wurde ein Standort im Güglinger Stadtteil Frauenzimmern eröffnet und 17 Neufahrzeuge des Typs Scania Citywide erworben, 14 davon als Solobus und 3 als Gelenkbus. Der Linienverkehr im Zabergäu wurde vom 1. Juli 2018 bis zum 31. Juli 2020 durchgeführt; seit dem 1. August 2020 befährt die Firma Omnibus-Verkehr Ruoff (OVR) die Buslinien im Zabergäu mit den ehemaligen Fahrzeugen von Rexer.

### Esslingen
Der Esslinger Stadtverkehr wurde von Juli 2018 bis März 2020 von einem Abstellplatz in Schlierbach aus bedient. Zum Einsatz kamen 25 neue Citaro-Stadtbusse von Mercedes-Benz in der Farbgestaltung des SVE, 17 davon in der Solo- und 8 in der Gelenkbusvariante. Aufgrund der Insolvenz musste Rexer die Fahrzeuge vorzeitig abgeben und hat den Fahrbetrieb in Esslingen zum Jahresende 2020 eingestellt.
Im März 2020 mietete der Auftraggeber SVE den ehemaligen Betriebshof von Schlienz Omnibus im Stadtteil Wäldenbronn an, ebenso hat der SVE die meisten der bisher von Rexer auf den SVE-Linien eingesetzten Busse übernommen. Die Fahrleistungen wurden noch bis Ende 2020 vom Personal der Firma Rexer erbracht, inzwischen bedient der SVE alle Linien selbst.